# Африканский пагр
Африканский пагр (лат. Pagrus africanus) — вид лучепёрых рыб из семейства спаровых. Распространены на востоке Атлантического океана вдоль побережья Африки от Сенегала до Анголы. Максимальная длина тела 75 см, обычно до 35 см. Максимальная масса тела 5,6 кг. Бентопелагические рыбы. Обитают на глубине до 200 м, обычно менее 150 м, над каменистыми, песчаными и илистыми грунтами. Считаются видом вне опасности. Безвредны для человека и являются объектами коммерческого промысла.